# التنوع الجندري

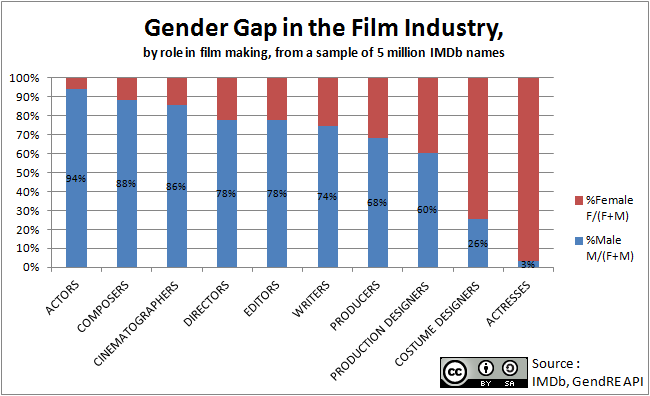
تحليل الفجوة بين الجنسين في صناعة السينما (المصدر: IMDB)

التنوع الجندري هو تمثيل منصف أو عادل للأشخاص من مختلف الأنواع الاجتماعية. يشير في الغالب إلى نسبةٍ عادلةٍ من الرجال والنساء، ولكنه قد يشمل أيضًا الأشخاص من الأنواع الاجتماعية غير الثنائية. نوقش التنوع الجندري في مجالس إدارة الشركات على نطاق واسع، وتدرس العديد من المبادرات الحالية التنوع الجندري، وتعززه في المجالات التي يهيمن فيها الرجال بشكل تقليدي، بما في ذلك الحوسبة والهندسة والطب والعلوم.

## فوائد التنوع الجندري
تعتبر الإدارة ذات التوجهات نحو التنوع الجندري، أفضل من تلك التي يهيمن عليها نوع اجتماعي واحد. يؤدي تحقيق التنوع الجندري داخل المنظمات إلى حصول الشركات على فوائد متعددة بما في ذلك الزيادة الإجمالية في أداء الأعمال، وعدد العملاء والإيرادات والأرباح. من المرجح أيضًا أن تجذب الشركات أشخاصًا أكثر تنوعًا من خلال تعزيز التنوع الجندري، وكذلك الأشخاص الذين يفكرون في سياسات المساواة بين الجنسين عند التفكير في أصحاب عملٍ مختلفين.

### الأداء المالي
تظهر بعض الدراسات أنه من المتوقع أن يحقق التنوع الأعلى في القوى العاملة عائداتٍ أعلى. يمكن الآن النظر إلى التنوع على أنه نوع من «عوامل التمييز التنافسية» الذي يؤدي إلى تحولٍ في حصة الشركة من السوق نحو الشركات الأكثر تنوعًا مع مرور الوقت. وجدت فحوصات ماكينزي زيادةً في احتمال حصول الشركات التي تسمح بالتنوع الجندري في مكان العمل، على عوائد مالية أعلى بنسبة 15%، مقاسةً بالأرباح قبل الفوائد والضرائب (هامش الأرباح المعدلة قبل الفوائد والضرائب أي بي آي تي)، مقارنة بالوسطاء الوطنيين في الصناعة.
وجدت دراسة أجرتها جامعة كولومبيا البريطانية أن النساء في مجالس الإدارة ساعدن الشركات على إبرام صفقات أفضل لعمليات الاندماج والشراء، وخفّضن تكاليفها بنسبة 15.4%.

### السمعة
يؤدي التنوع الجندري في الشركات إلى تحسين السمعة بشكلٍ مباشر وغير مباشر. بشكل مباشر لأنه يبرهن أنه يُنظر إلى الشركات التي لديها نسبةً أعلى من النساء كأعضاء مجلس إدارة، بشكل إيجابي في القطاعات التي تعمل بالقرب من العملاء النهائيين ومن المرجح أن تكون على قائمة معهد إيثيسفير لـ «الشركات الأكثر أخلاقيةً في العالم».
بشكل غير مباشر، من ناحية أنه من المرجح أن المديرات يلاحظن بشكل أكبر واحتمال قيامهن بالاحتيال أقل. يبدو أن سياسات التنوع الجندري مرتبطةٌ أيضًا بزيادة المسؤولية الاجتماعية للشركات من ناحيةٍ أخرى، بالإضافة إلى وجود صورةٍ تنظيميةٍ أفضل بشكل عام.

### قاعدة العملاء
تتيح القوى العاملة المتنوعة جندريًا حلولًا أفضل للمشكلات، نظرًا لأن الرجال والنساء لديهم وجهات نظر وأفكار ورؤى سوق مختلفة. وجدت دراسة أجرتها غالوب في عام 2014 أن توظيف قوةٍ عاملةٍ متنوعة جندريًا يسمح للشركة بخدمة قاعدة عملاءٍ متنوعة بشكل متزايد. يحدث ذلك لأن القوى العاملة المتنوعة جندريًا تسهل عملية الوصول إلى الموارد، مثل مصادر المعلومات المتعددة أو الائتمان، والمعرفة الصناعة. أظهرت المنظمات المتنوعة جندريًا أنها تستفيد من زيادة فهم العملاء ورضاهم.

### عمليات صنع القرار
يزيد التنوع الجندري في المجالس من تنوع الأفكار من خلال تقديم وجهات نظر مختلفة ونُهج مختلفة لحل المشكلات. يمنح ذلك الفرق مزيدًا من هياكل الخيارات ومزايا صنع القرار.

### تنوع أساليب الإدارة
وجد استطلاع حديث أجرته أر إس إيه أنه يُنظر إلى النساء على أنهن «يجلبن التعاطف والحدس إلى القيادة» لأن لديهن وعيًا أكبر بدوافع واهتمامات الآخرين. قال 62 في المائة من المستجيبين للدراسة الاستقصائية إن النساء يساهمن بشكلٍ مختلفٍ في مجلس الإدارة مقارنة بزملائهن الذكور. رأت نسبةٌ مماثلةٌ أن النساء كن أكثر تعاطفًا، مع رؤيةٍ أفضل لكيفية لعب القرارات في المنظمة الأوسع نطاقًا. «شعر أكثر من النصف أن النساء في كُنّ أفضل» عندما تعلق الأمر بالاتصالات والتعاون الفعال. تتمتع المنظمات المتنوعة جندريًا أيضًا بمستويات عالية من الإبداع والابتكار وحل المشكلات.